# 諸葛姓
諸葛姓為漢字複姓之一，在《百家姓》中排名第414位。

## 起源
诸葛姓有多個起源：
1. 源自葛姓所改。相传，伯夷的后裔葛伯的封国灭亡后，原居于琅琊郡诸县（今诸城市）之葛氏有一支迁徙至阳都，因阳都已有葛姓，遂称后迁来的葛姓为诸葛氏。
2. 出自有熊氏之后，为詹葛姓所改。春秋时齐国有熊氏之后有复姓詹葛，因读音讹为诸葛氏，后改为诸葛氏。
3. 封赐所改。秦末陈胜吴广大澤起義时，有大将葛婴屡立战功，却被陈胜听信谗言杀害。漢代時，汉文帝封葛婴的孙子为「诸县侯」，其后代遂以诸葛为姓，称诸葛氏。

## 延伸阅读
[在维基数据编辑]
 《百家姓》
 《欽定古今圖書集成·明倫彙編·氏族典·諸葛姓部》，出自陈梦雷《古今圖書集成》